# Global harmonisiertes System zur Einstufung und Kennzeichnung von Chemikalien
Das global harmonisierte System zur Einstufung und Kennzeichnung von Chemikalien (GHS, englisch Globally Harmonized System of Classification, Labelling and Packaging of Chemicals) der Vereinten Nationen ist ein weltweit einheitliches System zur Einstufung von Chemikalien sowie deren Kennzeichnung auf Verpackungen und in Sicherheitsdatenblättern. Es wird alle zwei Jahre aktualisiert, so dass bei jedem Bezug auf das GHS der aktuelle Stand zu Rate gezogen werden muss.
Auf der Basis dieses Kennzeichnungssystems wurde nach intensiver Vorbereitung für Europa eine eigene, leicht abgeänderte Umsetzung der UN-Modellvorschriften erarbeitet: Die Verordnung (EG) Nr. 1272/2008, auch CLP-Verordnung genannt, trat am 20. Januar 2009 in Kraft und übernahm die Stofflisten zur Einstufung und Kennzeichnung nach der Richtlinie 67/548/EWG. Seit dem 1. Dezember 2010 konnten Stoffe nach CLP-Verordnung eingestuft und gekennzeichnet werden. Seit dem 1. Dezember 2012 ist dies für Stoffe obligatorisch. Restbestände mit Kennzeichnung nach Richtlinie 67/548/EWG durften bis 1. Dezember 2012 abverkauft werden. Gemische, bislang „Zubereitungen“ genannt, durften ebenfalls seit dem 1. Dezember 2010 nach dem neuen System eingestuft und gekennzeichnet werden, müssen dies aber erst seit dem 1. Juni 2015. Gemische, die noch nach Richtlinie 1999/45/EG gekennzeichnet waren, durften noch bis zum 1. Juni 2017 abverkauft werden.

## Grundlagen
Durch eine global gültige Einstufungsmethode mit einheitlichen Gefahren-Piktogrammen und Texten sollen die Gefahren für die menschliche Gesundheit und die Umwelt bei Herstellung, Transport und Verwendung von Chemikalien bzw. Gefahrstoffen weltweit minimiert werden.
Die bisher in der EU geltenden Kennzeichnungsmethoden für Gefahrstoffe werden ersetzt; im GHS treten an die Stelle der
- Gefahrensymbole mit ihren Gefahrenbezeichnungen die Gefahrenpiktogramme; gegebenenfalls mit einem gemeinsamen Signalwort („Achtung“ oder „Gefahr“),
- R-Sätze die H-Sätze (Hazard Statements) sowie zusätzliche EUH-Sätze (besondere Gefährdungen),
- S-Sätze die P-Sätze (Precautionary Statements),

Die Texte sind mit dreistelligen Nummern kodiert. Die Buchstaben stehen für die Art des Hinweises und bei den H- und P-Sätzen geben nach Art der Gefährdung beziehungsweise Typ der Sicherheitsmaßnahme die ersten Stellen der Zahl eine Gruppierung.
Siehe H- und P-Sätze mit der vollständigen Liste.

### Änderungen gegenüber der bisherigen Gefahrstoffkennzeichnung
Bei den Gefahrenpiktogrammen werden teilweise die im Anhang II der Richtlinie 67/548/EWG verwendeten Gefahrensymbole genutzt. Alle bisherigen Symbole wurden grafisch abgeändert und heben sich durch die rot umrandete Raute mit weißem Hintergrund von den bisherigen quadratischen Symbolen mit orangem Hintergrund ab. Neu hinzugekommen sind der „Gaszylinder“ für komprimierte Substanzen, das „dicke Ausrufezeichensymbol“ und das Symbol für die Gesundheitsgefahr für Gefahren für die Gesundheit, außer Toxizität (giftig) und Augen- und Hautreizung (Ätzwirkung). Das „Andreaskreuz“ (Symbol mit dem Kennbuchstaben Xn oder Xi) wird nicht mehr verwendet und durch die Gefahrenpiktogramme „Ätzwirkung“, „Gesundheitsgefahr“ oder „dickes Ausrufezeichensymbol“ ersetzt.
Da es sich beim GHS um ein zum bisherigen EU-Recht unterschiedliches Konzept handelt, ist eine Einbindung in bestehende Systeme oder direkte Übertragung nicht möglich. Die Stoffe werden zum Teil auch nach anderen Regeln gekennzeichnet; so unterliegt z. B. die Einstufung als „giftig“ anderen Kriterien als im bisherigen EU-Recht.

## Struktur des GHS
Die Art der Gefahr wird durch die Gefahrenklassen wiedergegeben. Die Abstufung der Gefahr innerhalb einer Gefahrenklasse erfolgt durch die Unterteilung in Gefahrenkategorien (hazard category). So werden beispielsweise entzündbare Flüssigkeiten in Abhängigkeit vom Flammpunkt in drei Gefahrenkategorien unterteilt. Für jede Gefahrenklasse samt Kategorie, die auf einen Stoff zutrifft, werden ihm ein oder mehrere Gefahrenhinweise (H-Sätze, Hazard Statements) zugeordnet, die ein bestimmtes Gefahrenpiktogramm und gegebenenfalls auch ein Signalwort – entweder Gefahr (danger) oder Achtung (warning) – zur Folge haben sowie eine Reihe von Sicherheitsmaßnahmen (P-Sätze, Precautionary Statements).

### Übersicht: EU-Gefahrensymbole, UN/GHS-Gefahrenpiktogramme, UN/ADR-Gefahrensymbole
| EU-Kennzeichnung (veraltet) (Richtlinie 67/548/EWG) | EU-Kennzeichnung (veraltet) (Richtlinie 67/548/EWG) | EU-Kennzeichnung (veraltet) (Richtlinie 67/548/EWG) | GHS-Kennzeichnung / CLP-Verordnung | GHS-Kennzeichnung / CLP-Verordnung                                                   | GHS-Kennzeichnung / CLP-Verordnung | GHS-Kennzeichnung / CLP-Verordnung | GHS-Kennzeichnung / CLP-Verordnung | UN Rec.Tr. / ADR (G)                                            |
| Gefahrensymbol                                      | Gefahrenbezeichnung                                 | Kennbuchstabe                                       | Piktogramm                         | Beschreibung                                                                         | Kodierung                          | Signalwort                         | Gefahrenklasse (G) | Gefahrgutklasse (G)                                             |
| --------------------------------------------------- | --------------------------------------------------- | --------------------------------------------------- | ---------------------------------- | ------------------------------------------------------------------------------------ | ---------------------------------- | ---------------------------------- | --- | --------------------------------------------------------------- |
|                                                     | Explosionsgefährlich                                | E                                                   |                                    | Explodierende Bombe                                                                  | GHS01                              | Gefahr (1) (2)                     | Instabile explosive Stoffe, Gemische und Erzeugnisse mit Explosivstoff(en), selbstzersetzliche Stoffe und Gemische, Organische Peroxide (1) (3) | Klasse 1 Klasse 5.2                                             |
|                                                     | Hochentzündlich                                     | F+                                                  |                                    | Flamme                                                                               | GHS02                              | Gefahr / Achtung (1) (2)           | Entzündbar, selbsterhitzungsfähig, selbstzersetzlich, pyrophor, wasserreaktiv, Organische Peroxide (1) (3)                                      | Klasse 2.1 Klasse 3 Klasse 4.1 Klasse 4.2 Klasse 4.3 Klasse 5.2 |
|                                                     | Leicht- entzündlich                                 | F                                                   |                                    | Flamme                                                                               | GHS02                              | Gefahr / Achtung (1) (2)           | Entzündbar, selbsterhitzungsfähig, selbstzersetzlich, pyrophor, wasserreaktiv, Organische Peroxide (1) (3)                                      | Klasse 2.1 Klasse 3 Klasse 4.1 Klasse 4.2 Klasse 4.3 Klasse 5.2 |
|                                                     | Entzündlich                                         |                                                     |                                    | Flamme                                                                               | GHS02                              | Gefahr / Achtung (1) (2)           | Entzündbar, selbsterhitzungsfähig, selbstzersetzlich, pyrophor, wasserreaktiv, Organische Peroxide (1) (3)                                      | Klasse 2.1 Klasse 3 Klasse 4.1 Klasse 4.2 Klasse 4.3 Klasse 5.2 |
|                                                     | Brandfördernd                                       | O                                                   |                                    | Flamme über einem Kreis (1) (3)                                                      | GHS03                              | Gefahr (1) (2)                     | Entzündend (oxidierend) wirkend | Klasse 5.1 Klasse 5.2                                           |
| keine Entsprechung                                  | keine Entsprechung                                  | keine Entsprechung                                  |                                    | Gasflasche                                                                           | GHS04                              | Achtung                            | Gase unter Druck, verdichtete, verflüssigte, tiefgekühlt verfl., gelöste Gase                                                                   | Klasse 2.2                                                      |
|                                                     | Ätzend (5)                                          | C                                                   |                                    | Ätzende Flüssigkeit, die aus Reagenzgläsern auf eine Oberfläche und eine Hand tropft | GHS05                              | Gefahr / Achtung (5)               | Auf Metalle korrosiv wirkend, hautätzend, schwere Augenschädigung (5)                                                                           | Klasse 8                                                        |
|                                                     | Sehr giftig (7)                                     | T+                                                  |                                    | Totenkopf mit gekreuzten Knochen                                                     | GHS06                              | Gefahr                             | Akute Toxizität (7) | Klasse 6.1 Klasse 2.3                                           |
|                                                     | Giftig (7)                                          | T                                                   |                                    | Totenkopf mit gekreuzten Knochen                                                     | GHS06                              | Gefahr                             | Akute Toxizität (7) | Klasse 6.1 Klasse 2.3                                           |
|                                                     | Reizend (5)                                         | Xi                                                  |                                    | dickes Ausrufe- zeichensymbol (8)                                                    | GHS07                              | (8) (4) (5)                        | (8) | keine direkte Entsprechung                                      |
|                                                     | Gesundheitsschädlich (4)                            | Xn                                                  |                                    | Menschlicher Oberkörper, der durch eine Substanz angegriffen/verletzt wurde          | GHS08                              | Gefahr / Achtung                   | div. Gesundheitsgefahren | keine direkte Entsprechung                                      |
|                                                     | Umweltgefährlich                                    | N                                                   |                                    | Umwelt mit abgestorbenem Baum, totem Fisch und Gewässer (1) (9)                      | GHS09                              | Achtung / Gefahr (1) (9)           | Gewässergefährdend (9) | Kennzeichen für umweltgefährdende Stoffe                        |
| keine direkte Entsprechung                          | keine direkte Entsprechung                          | keine direkte Entsprechung                          | keine direkte Entsprechung         | keine direkte Entsprechung                                                           | keine direkte Entsprechung         | keine direkte Entsprechung         | keine direkte Entsprechung | Klasse 6.2 Klasse 7 Hot                                         |

Quelle: UNECE, Leitfaden zur Anwendung der GHS-Verordnung Umweltbundesamt 2007, ADR
(G) Die Gefahrenklassen (Piktogramm) und zusätzlichen Gefahrenkategorien entsprechen ausdrücklich weitestgehend den Gefahrgutklassen 1–9 der UN Recommodations und ADR (wie auch RID, IMDG, DGR, ADN u. a.) – es ist ein wesentliches Ziel des GHS, die bisher getrennten Gefahrstoff- und transportspezifische Gefahrgutkennzeichnungen auf einheitlicher Rechtsgrundlage zu harmonisieren. In Einzelfällen können sich Abweichungen in Einstufung nach UN-GHS und UN-Rec.Transp./IMO/ICAO-IATA/EU-GG ergeben. Auch Systeme wie US NFPA 704 und CA WHMIS werden angeglichen bzw. ersetzt.
(1) teilweise Gefahrenkategorien ohne Piktogramm und/oder ohne Signalwort 
(2) Signalwort Achtung für mindere Gefahrenkategorien 
(3) „Flamme“ entfällt im Allgemeinen bei Explosionsgefahr, aber auch zwei Piktogramme für Kategorien besonderer Gefahren (organische Peroxide Typ B, selbstzersetzliche Stoffe und Gemische Typ B) 
(4) die als gesundheitsschädlich (früher als mindergiftig) eingestuften Gefahrenkategorien nur mit dickem Ausrufezeichensymbol
(5) ätzend/reizend für Haut und Augen und auf Metalle korrosiv wirkend werden konsequent unterschiedlich gekennzeichnet: ersteres mit Doppelkennzeichnung als „Ätzwirkung“ und „dickes Ausrufezeichensymbol“, Signalwort Gefahr, letzteres nur dieses Piktogramm mit dem Signalwort Achtung
(7) die Kennzeichnung der Unterscheidung sehr giftig/giftig bzw. tödlich (akute Toxizität Kategorie 1/2)/giftig (Kategorie 3) wurde prinzipiell aufgegeben
(8) Das „dicke Ausrufezeichensymbol“ dient der alleinigen oder zusätzlichen Kennzeichnung diverser Kategorien, entfällt auch unter Umständen, Signalwort je nach Zusammenhang
(9) Gewässergefährdend mit Signalwort Achtung, Schädigung der Ozonschicht ohne Piktogramm und mit Signalwort Gefahr

### Aufbau des GHS-Kennzeichnungsetiketts
Folgendes Muster gibt die Anforderungen an ein Kennzeichnungsetikett nach GHS wieder:

## Entwicklung des GHS
Die Konferenz der Vereinten Nationen über Umwelt und Entwicklung (UNCED) hat mit der 1992 verabschiedeten Agenda 21 den Anstoß für die Entwicklung des GHS gegeben. Im Kapitel 19 der Agenda 21 wird u. a. eine Harmonisierung der Einstufung und Kennzeichnung von Stoffen gefordert. Der auf der Nachfolgekonferenz Rio+10 in Johannesburg, Südafrika, im September 2002 verabschiedete Durchführungsplan fordert die Länder auf, das GHS bis zum Jahr 2008 anzuwenden.
Im Dezember 2002 wurde das GHS von einer UN-Kommission inhaltlich verabschiedet.
Am 3. September 2008 hat die EU-Kommission beschlossen, GHS in weiten Teilen zu übernehmen und den Entwurf dem Europäischen Rat zur Verabschiedung zugeleitet. Dieser hat am 16. Dezember 2008 die Verordnung (EG) Nr. 1272/2008 des Europäischen Parlaments und des Rates (CLP-Verordnung) erlassen und am 31. Dezember 2008 im Amtsblatt der Europäischen Union veröffentlicht, so dass die Verordnung am 20. Januar 2009, nämlich 20 Tage nach Veröffentlichung, in Kraft trat. Sie ist infolge ihrer Veröffentlichung als Verordnung zum unmittelbar geltenden EU-Recht geworden und bedarf keiner Umsetzung in nationales Recht.
GHS ist mit Stand Ende 2018 in 79 Staaten implementiert.

## GHS und Arbeitsschutz
Die Einstufung und Kennzeichnung für Stoffe und Gemische wirken sich auch auf Belange des Arbeitsschutzes aus. Betroffen davon sind u. a. Gefährdungsbeurteilungen, Gefahrstoffverzeichnisse, Etiketten, Sicherheitsdatenblätter, Verpackungen, Betriebsanweisungen, Unterweisungen, innerbetriebliche Kennzeichnungen und die Lagerung von Chemikalien.
In Deutschland sollen Betriebe laut § 7 (3) der Gefahrstoffverordnung wenn möglich Gefahrstoffe durch Ersatzstoffe mit einem geringeren gesundheitlichen Risiko ersetzen. Als Hilfe bei der Beurteilung, welches Ersatzstoffe ein geringeres Gefahrenpotential haben, hat das Institut für Arbeitsschutz der Deutschen Gesetzlichen Unfallversicherung (IFA) das GHS-Spaltenmodell entwickelt. Anhand von H-Sätzen, WGK-Einstufung und der physikalischen Eigenschaften lassen sich mögliche Ersatzstoffe mithilfe einer Tabelle bewerten.